# Энгель, Хаим
Ха́им Э́нгель (10 января 1916, Брудзев, Польша — 4 июля 2003, Бранфорд, США) — солдат польской армии, участник Второй Мировой войны, активный участник единственного успешного восстания в лагере смерти Собибор 14 октября 1943 года.

## Биография
Родился 10 января 1916 года в селе Брудзев Турецкого уезда Великопольского воеводства в семье Шмуэля и Фриды Энгелей, владельцев текстильного магазина. В возрасте 5 лет переехал с семьей в Лодзь. До 14 летнего возраста учился в еврейской школе, затем работал в производстве текстиля. Достигнув призывного возраста, ушел в армию. Должен был демобилизоваться 15 сентября 1939 года. Вскоре после начала боевых действий против немецкой армии попал в плен. В составе группы военнопленных работал на уборке улиц недалеко от Лейпцига. Как еврей, в марте 1940 года был отделен от поляков и направлен в Люблин.
В октябре 1942 года вместе с младшим братом Меиром и ещё одним евреем попытался бежать в лес к партизанам. Пойман гитлеровцами в местечке Избица. В начале ноября 1942 года переведен в лагерь смерти Собибор. В лагере прошел отбор в подразделение трудовых заключенных — «арбайтсюден». Потерял в Собиборе брата, отца и мачеху, погибших в газовой камере.
Работал в Собиборе в лагере II на сортировке вещей, изъятых у убитых евреев и предназначенных для благотворительных посылок немецким семьям. 14 октября 1943 года принял непосредственное участие в восстании узников Собибора. Вместе с капо Хершем Пожицким зарезал обершарфюрера СС Рудольфа Бекманна, отвечавшего в лагере II за сортировочные, конюшни и лесозаготовительные работы.
Бежал из Собибора вместе со своей будущей женой Сельмой Энгель-Вейнберг. Прятался вместе с ней 9 месяцев в хлеву у польской семьи Новак под Хелмом. Освобожден наступающими частями Красной армии. С 1945 по 1951 год проживал в Нидерландах, в 1951—1957 — в Израиле, в 1957 поселился с женой и двумя детьми в США. Занимался ювелирным бизнесом в штате Коннектикут.
Одним из первых рассказал миру о жутких преступлениях нацистов в Собиборе. В 1980-х свидетельствовал на судебном процессе против эсесовца Хуберта Гомерски. Является автором многочисленных интервью и воспоминаний, персонажем нескольких художественных фильмов.
Скончался 4 июля 2003 года.